# Bijou
Pour les articles homonymes, voir Bijou (homonymie).

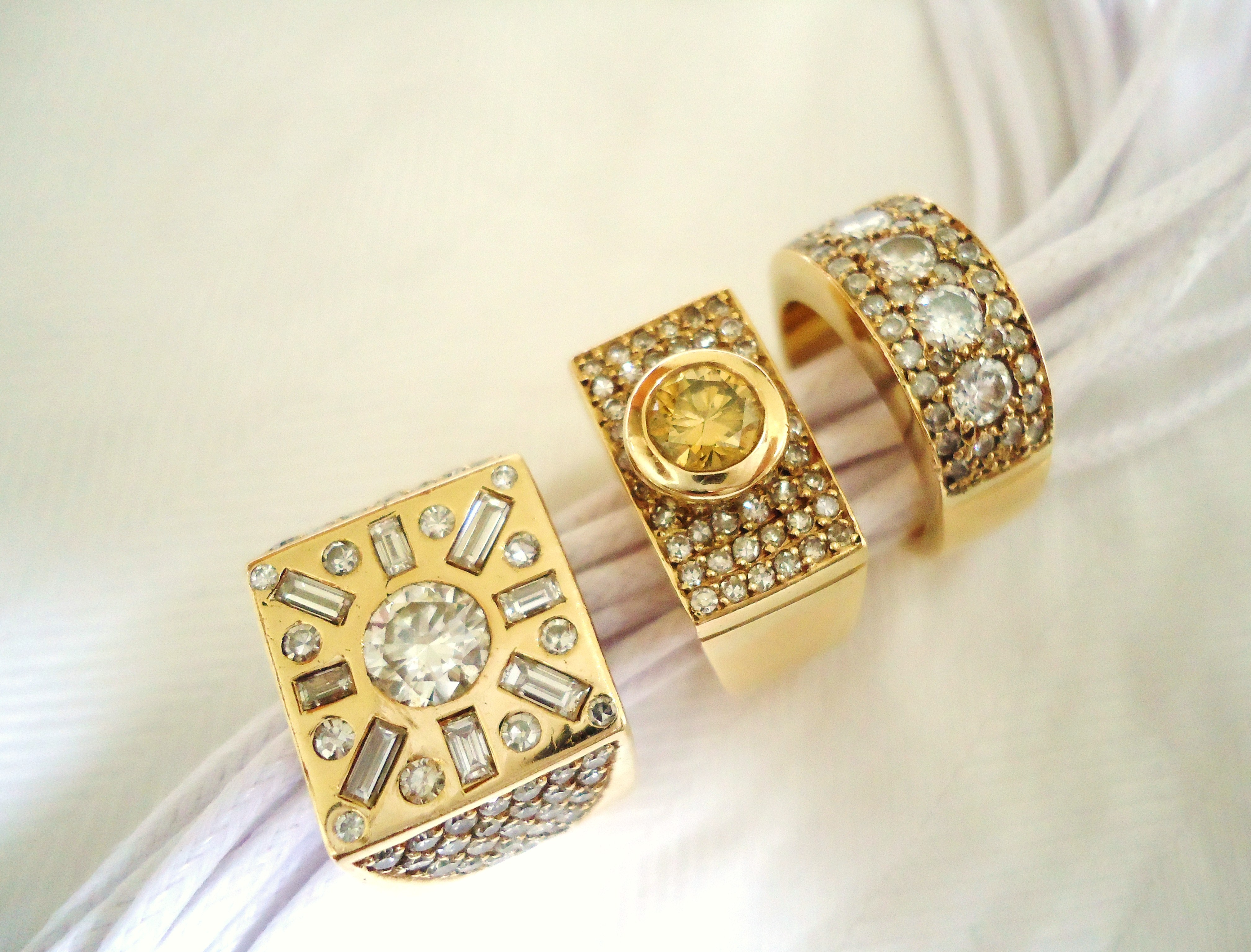
Ensemble de bagues, fabriquées par Mauro Cateb.

Un bijou est un élément de parure corporelle qui peut être porté sur le vêtement, sur le corps ou même dans le corps.
D'après le site du CNRTL, le bijou est un « petit objet servant à la parure, précieux par sa matière (or, argent, ivoire, etc.), la façon dont il est travaillé ou simplement son originalité ». Depuis plusieurs décennies, cette notion de bijou de petite taille doté d'une certaine préciosité se voit enrichie par l’émergence de l'univers du bijou contemporain, qui met en avant le bijou comme objet innovant, œuvre d'art portable, utilisant des matériaux atypiques (matériaux composites, papier, etc.).
L'artisan qui fabrique des bijoux se nomme bijoutier, celui-ci va mettre en valeur le métal et/ou tout autre matériau constituant le bijou (verre, résine, argile pour exemples). Le joaillier quant à lui va mettre en valeur les pierres avec des pavages, sertissures…

## Étymologie
Le substantif masculin bijou est un emprunt au breton bizou (« anneau pour le doigt »), dérivé de biz (« doigt »),.

## Fonctions
Outre ses fonctions décoratives, le bijou est au service de multiples autres fonctions ou intentions.
Ces fonctions sont très variables selon les époques et les cultures, mais aussi selon les croyances ou perceptions propres à l'individu qui porte le bijou. Il est néanmoins possible de distinguer quelques fonctions spécifiques.

### Fonction sociale
L'objet va être signifiant du statut social spécifique du porteur (ainsi l'alliance qui signifie que le porteur est marié, l'anneau du Pêcheur qui indique que son porteur est le pape…). On pourrait aussi y classer toute la tradition de la bijouterie de deuil (objets noirs conçus en jais ou verroterie).

### Fonction identitaire
L'objet signe l'appartenance du porteur à un groupe spécifique (qu'il soit religieux, professionnel, politique, ethnique, sexuel ou autre). Ainsi, c'est le cas du « joint compagnonnique », anneau d'oreille en or porté par les Compagnons du Tour de France qui permet au porteur d'être reconnu par ses pairs. Cette fonction peut permettre une identification du porteur soit exclusivement par son groupe soit par une population élargie, selon que la codification est plus ou moins largement connue. Par exemple avec les bijoux suffragistes.

### Fonction magico-religieuse
Les objets sont alors des amulettes, gris-gris, talismans, objets « thérapeutiques » qui protègent leur porteur ou parfois même le « soigne ». Ils s'inscrivent tant dans leur conception (couleur, matière, symboles ornementaux…) que dans leur port (emplacement sur le corps, manière de le porter et de l'ôter…) dans des jeux de croyances spécifiques qui sont le gage (pour le porteur ou le concepteur) de leur efficacité.

### Fonction utilitaire
L'objet joue alors un rôle spécifique dans la vie quotidienne du porteur. Sous cette fonction peuvent se grouper des objets aussi multiples que : les peignes, les attaches de capes, ceintures, pics à chapeaux ou à coiffes... mais aussi bagues-sceaux, bagues-clefs, châtelaines…

### Fonction sentimentale

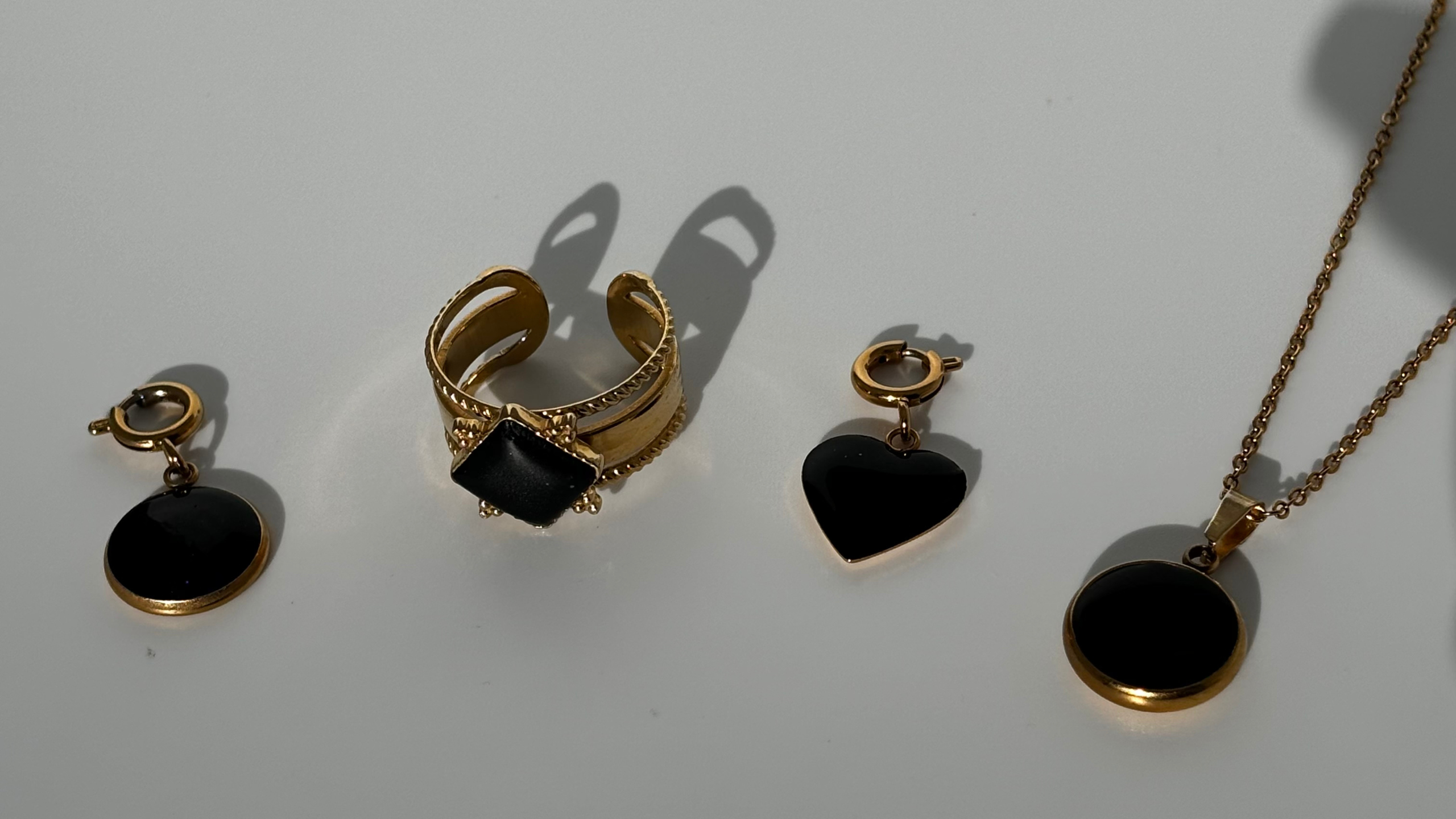
Bijoux connectés utilisant la technologie NFC pour conserver des souvenirs numériques (photographies, messages vocaux, vidéos).

L'objet devient un vecteur du souvenir, relatif à une personne, une chose, un lieu… ayant une importance particulière dans la vie du porteur. Son port active alors le souvenir. La bijouterie a ainsi développé un vocabulaire sentimental au travers de rébus (+ qu'hier - que demain), d'initiales entrelacées, de représentations symboliques ou allégoriques (les mains entrelacées qui disent l'indéfectibilité d'une amitié ou d'un amour des bagues foi, les fleurs de pensée qui signifient combien « on pense à vous »…). L'objet sentimental peut aussi devenir un véritable reliquaire qui contient une photographie (image de l'être aimé), une mèche de cheveux, une dent de lait ou encore quelques cendres crématoires… Loin de preuve d'amour éternel, on peut voir apparaître des bijoux de fonction sentimental plus cocasses ; ainsi, la bague « Aie », fragile anneau de pâte de verre vendu sur la Foire de Beaucaire aux XVIIIe et XIXe siècles (Gard-France) signait les amours éphémères le temps d'une foire. Elle devait son nom au petit cri qu'elle arrachait à son porteur lorsqu'elle se brisait.
Au XXIᵉ siècle, l’usage des bijoux à fonction sentimentale s’est étendu aux bijoux connectés, intégrant par exemple la technologie de communication en champ proche (NFC) pour stocker et partager des souvenirs numériques (photographies, messages vocaux, vidéos). Ces bijoux permettent de conserver des traces immatérielles liées à une personne ou un événement, accessibles via un smartphone compatible.

### Fonction érotique
Cette fonction est illustrée par le texte Les Bijoux de Charles Baudelaire, ou au sein du roman Des Bijoux indiscrets de Richard Klein. L'objet soulignant telle ou telle partie du corps va attirer l'attention du « regardant », faisant appel à ses sens (vision, ouïe, toucher…) et érotisant le corps porteur. Bien entendu, un même objet peut répondre à plusieurs fonctions.

### Fonction historique
Par ailleurs, un bijou est également un témoin de vie inscrit au cœur de multiples rituels sociaux (offert lors d'un événement marquant comme une communion, un mariage, un passage à la majorité par exemple dans les cultures occidentales...) ou plus personnels. Il portera toujours le souvenir de cet événement qu'il soit ou non porté.

## Histoire

### La période préhistorique

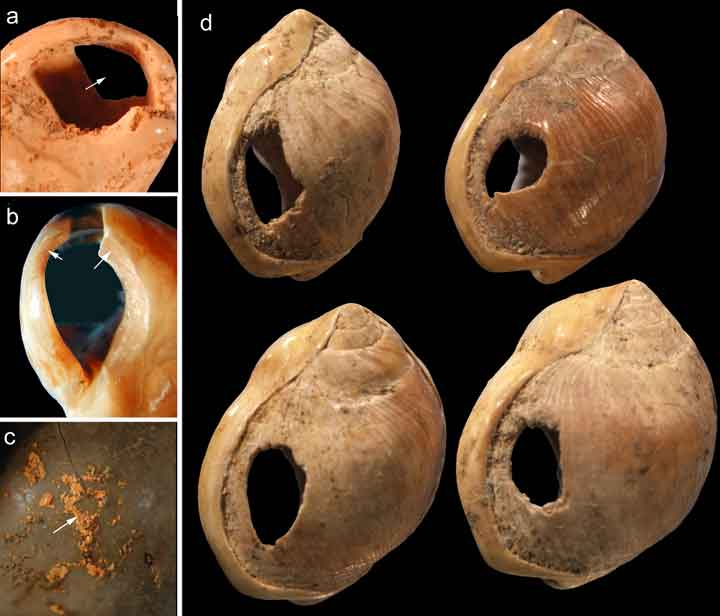
Perles en coquilles de Nassarius kraussianus de Blombos.

En 2015, un réexamen de serres d'aigle à queue blanche, découvertes en 1899 sur le site Néandertalien de Krapina en Croatie, révèle un remodelage en vue d'en faire les plus anciens bijoux connus datés de 130 000 ans. Il précède de 20 000 ans les plus anciens bijoux connus créé par l'Homo sapiens à Skhul en Israël. Les Néandertaliens possédaient donc une culture symbolique 80 000 ans avant l'arrivée d'homo sapiens en Europe. Des griffes similaires qui datent de 100 000 ans avaient été trouvées au site néandertalien des grottes du Pech-de-l'Azé en France. Des coquillages percés trouvés dans la grotte de Los Aviones (Espagne), datés à 115 000 ans, sont également dus à des Néandertaliens.
L'usage d'ornements corporels par des Homo sapiens est documenté à Skhul (Israël) et à Oued Djebbana (Algérie) dès le Paléolithique il y a 100 000 à 135 000 ans. Le site de Blombos en Afrique du Sud a également livré 41 coquillages percés datant de 75 000 ans. Ils présentent des perforations et des facettes d'usure liées à leur port.
Les éléments de parure du Paléolithique supérieur d'Europe ont été étudiés par Yvette Taborin. L'analyse des premiers objets de parure permet d'en distinguer deux types : les parures issues de la simple collecte (l'intervention de la main de l'homme ne créant que le moyen de les attacher ou les suspendre) et les parures inventées (à partir d'une modification totale ou partielle du matériau d'origine).
Les parures du Paléolithique supérieur étaient principalement en coquillage ou en dents animales. Yvette Taborin s'est penchée sur des classifications qui ont permis de mettre en évidence que l'usage de certaines dents en parure n'étaient pas nécessairement en corrélation avec la répartition statistique des faunes présentes et chassées sur le territoire. Par ailleurs, les dents les plus utilisées quand il s'agit de carnivores sont les canines, les incisives s'agissant d'herbivores. En ce qui concerne les coquillages, ils peuvent être issus d'espèces vivantes mais aussi de gisements fossiles. Dans ce cas, ils sont sélectionnés pour leur grande proximité avec les espèces vivantes.
En ce qui concerne la parure inventée, elle privilégie les matériaux tels que l'os, l'ivoire, les bois de cervidés et quelques minéraux tendres (calcaire, lignite…). La diversité et la facture de ces parures est remarquable au Magdalénien.
Au Néolithique, la perle se développe. Façonnée dans de nombreux matériaux (coquillage, os…), elle est assemblée dans une multitude de formes (coiffes, installations sur les vêtements, parures de bras ou de jambes…).

### Période antique

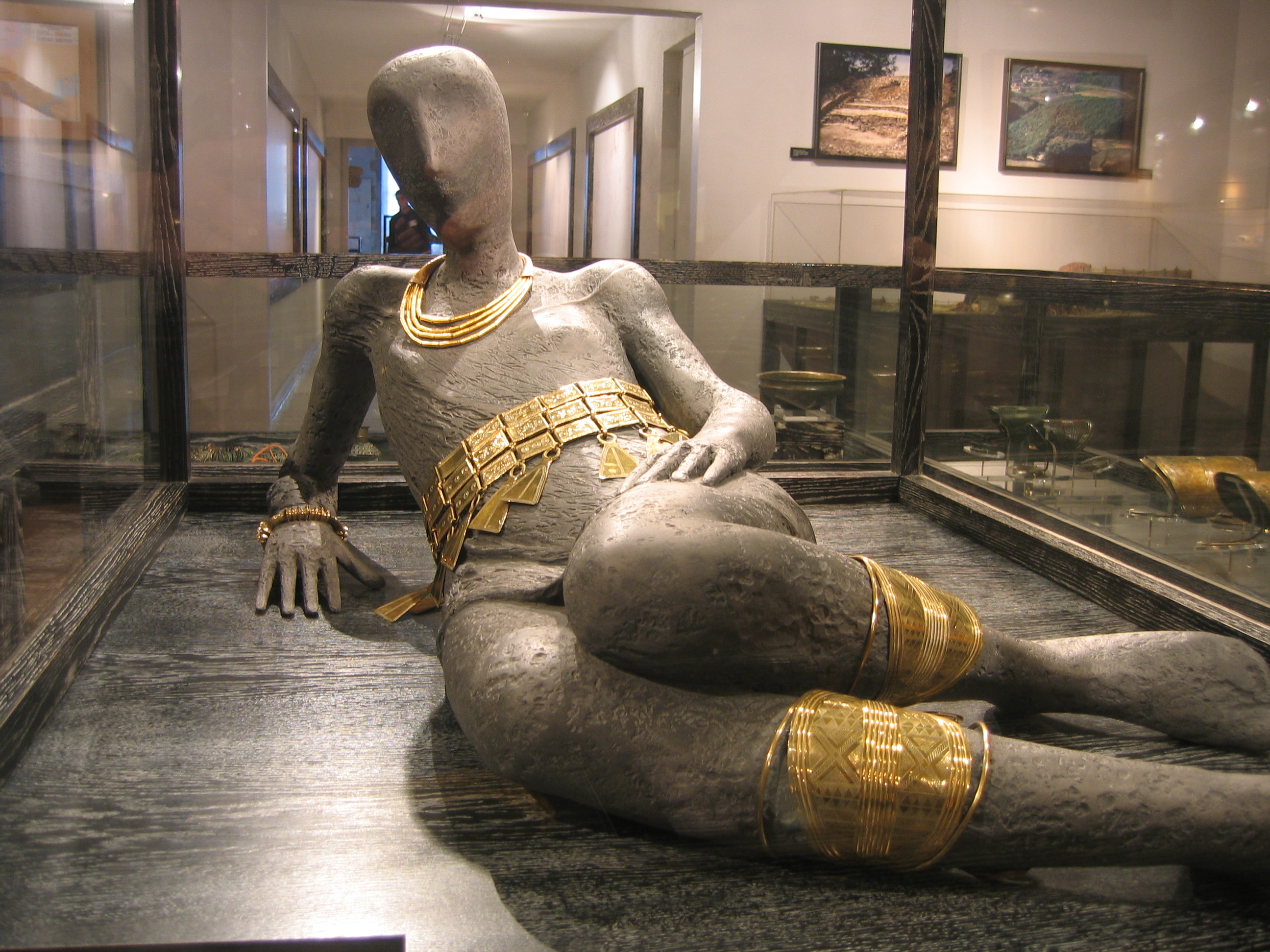
Quelques objets du trésor de Blanot datant de l'âge du bronze et conservés au musée archéologique de Dijon.

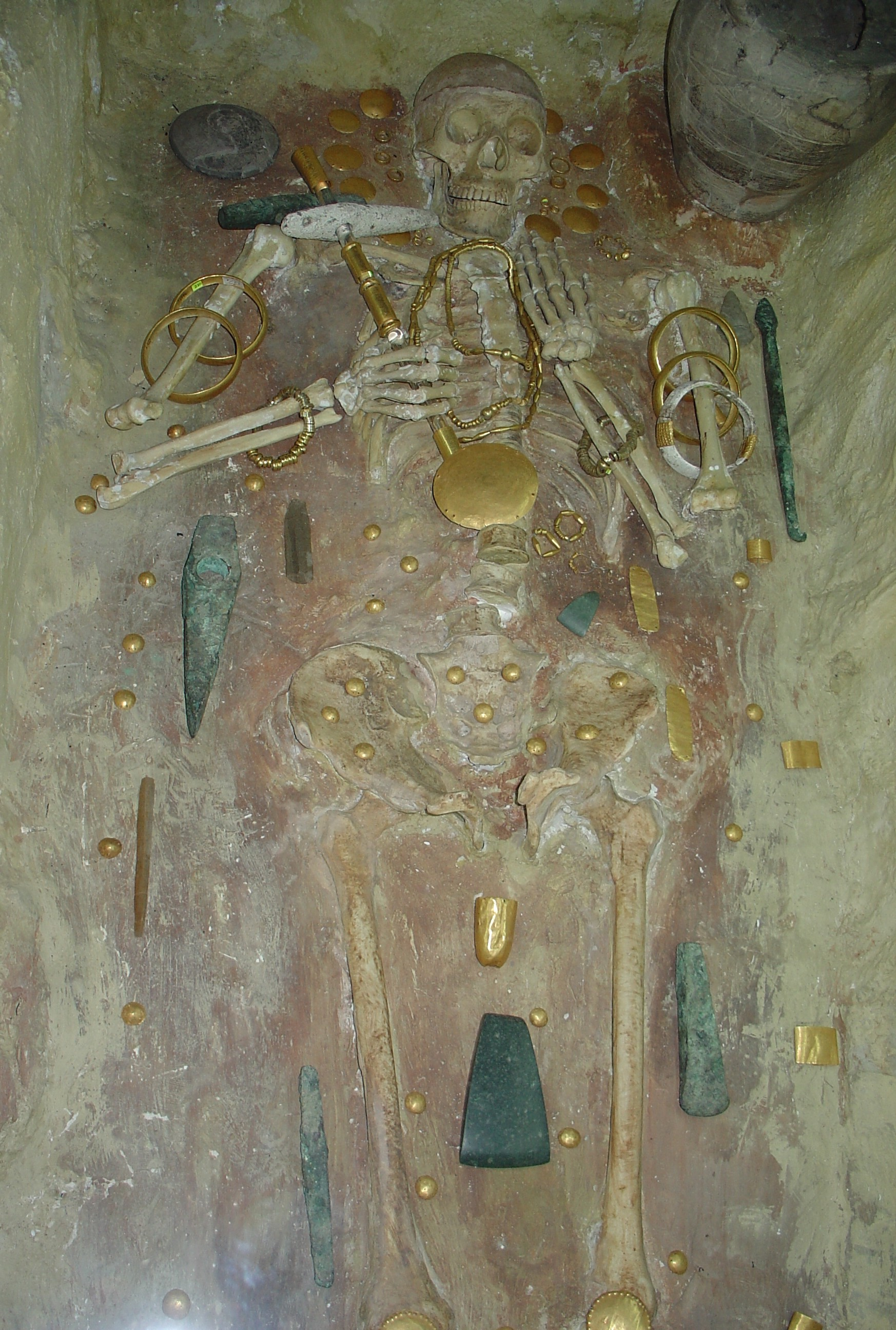
La tombe 43 de la nécropole de Varna contient les bijoux en or les plus anciens connus à ce jour.

Dès l'apparition du métal, et tout particulièrement de l'or, les techniques d'orfèvrerie se développent : filigrane, granulation, emboutissage… Il existe une grande variété de parures de qualité. Le bassin méditerranéen voit fleurir les centres de bijouterie. Les bijoutiers voyagent pour s'installer dans les comptoirs d'échanges dans lesquels ils pourront faire commerce avec de nouveaux clients. Ils emportent avec eux savoir-faire et techniques et les modifient et agrémentent en fonction des goûts et attentes de leurs clients.
En Amérique, les peuples précolombiens vouaient une admiration à l'or, pour eux sa symbolique étaient extrêmement forte et il n’aspiraient pas à posséder d'or.
En Afrique antique, chez de très nombreux peuples d'Afrique de l'Ouest, la bijouterie est déjà un art.

#### Scythes

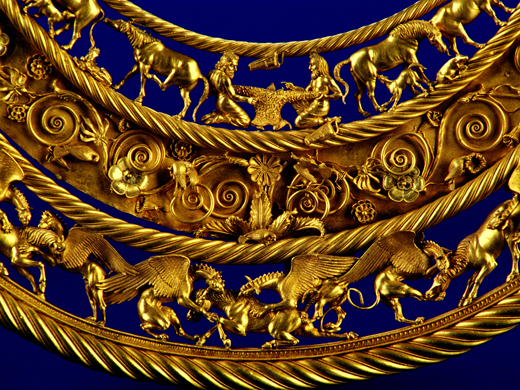
Le collier-pectoral gréco-scythe en or du kourgane royal de Tovsta Mohyla (Ukraine) – seconde moitié du

En Europe les Scythes développent la technique de la fonte à cire perdue grâce aux os de sèche, du cloisonné et du repoussé. Peuple nomade guerrier, domestiquant les chevaux, L'art animalier et le bestiaire qui en découle ainsi que la chimère sont des motifs récurrent de L’orfèvrerie scythe, art populaire.
Artistes sculpteurs (pierres à cerfs) l’or est l’un des principaux matériaux utilisés. La particularité de ces bijoux, en plus de leur apparence stylisée est qu’ils réalisaient des objets d’apparat: arrachements pour chevaux (Cheval de Przewalski) ils transformaient ainsi leurs chevaux laissant penser à leurs ennemis qu’ils possédaient des créatures fantastiques.

#### Peuples Celtes

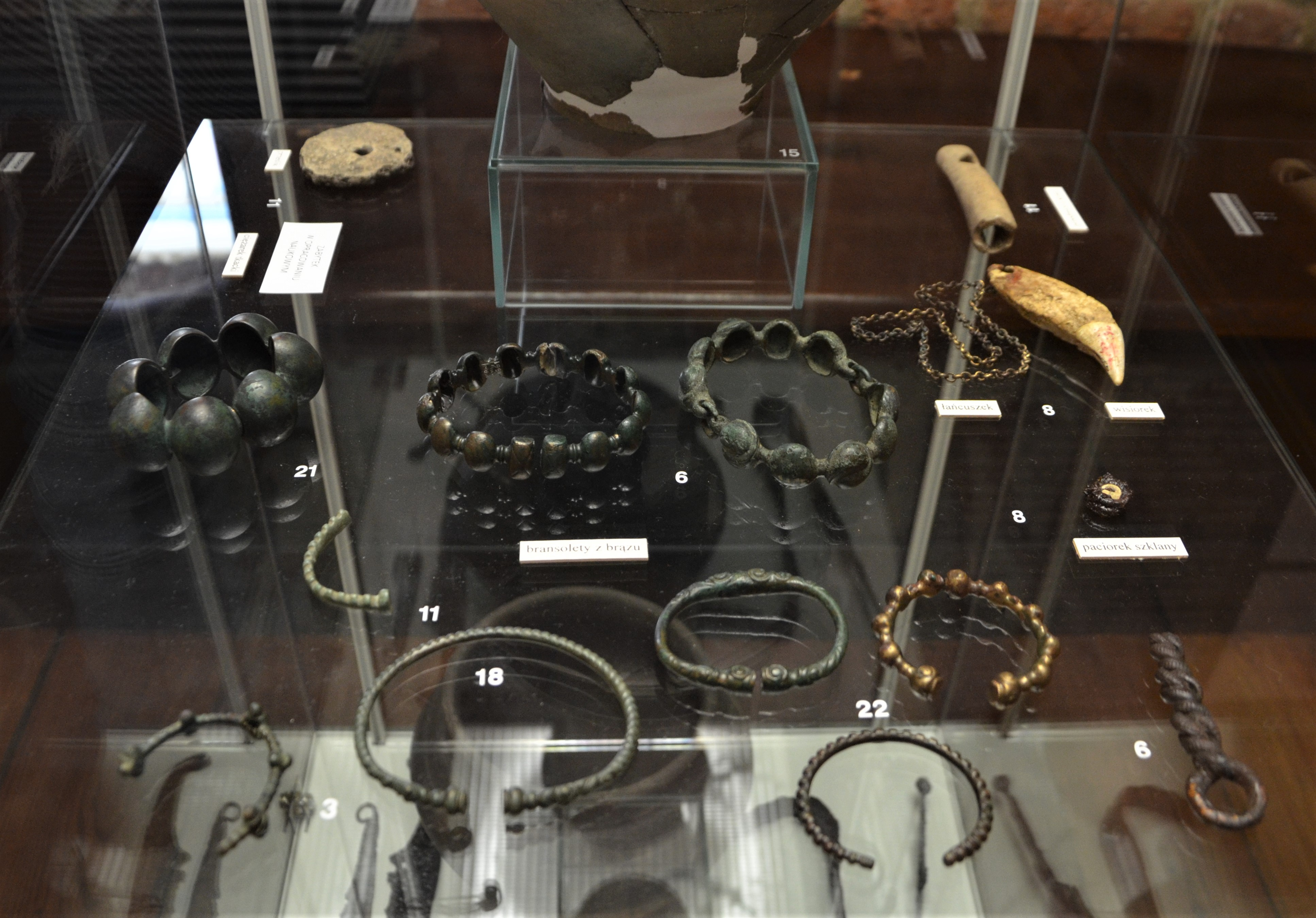
Torques celtiques réalisés entre 300 et 200 av. J.-C.

En Europe, le peuple celte du VIIe siècle av. J.-C. au Ve siècle av. J.-C.est le premier réputé pour la qualité de ses parures et de ses bijoux. Comme pour beaucoup de cultures antiques, les connaissances que nous avons sur l'orfèvrerie celte se base sur ce que nous avons retrouvé dans les tombes. Les Celtes enterraient leurs monarques avec des colliers de pierres précieuses, des anneaux de verre, des bracelets, et des parures d'or et de bronze. Ces parures comprenaient souvent des torques symbolisant le rang social élevé du défunt.
Les bijoux celtes sont souvent colorés: ils associent l'or à du corail, de l'ambre ou de l'émail fabriqué artificiellement.

#### Égypte

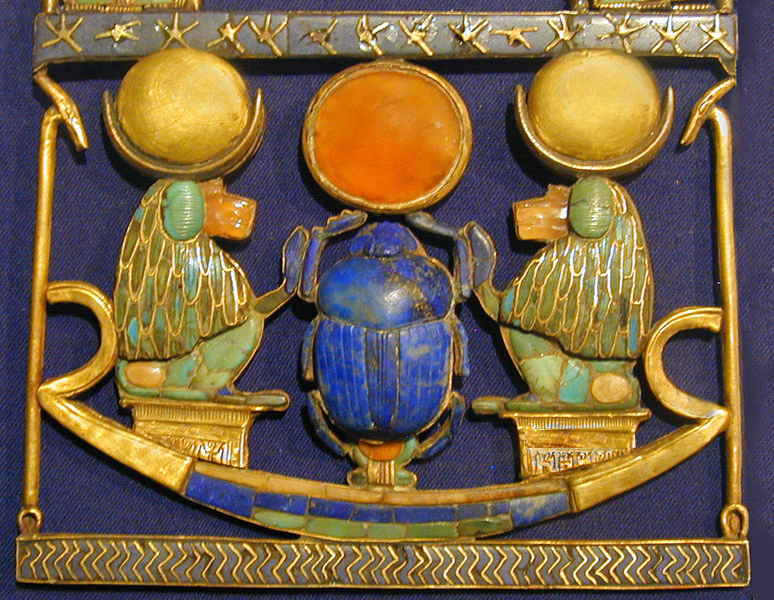
Pectoral aux cynocéphales, bijou de la tombe de Toutânkhamon (musée du Caire Égypte) 1340-1331 AV.J-C

En Égypte ancienne, l'or et l'argent sont associés aux dieux; l'or représentait leur chair et l'argent leur os. Ces métaux possédaient les mêmes caractères inaltérables ainsi qu'une brillance sans pareil. Après avoir été associés aux divinités, l'or fût associé aux puissants (des éléments en or ont été retrouvés dans la tombe du pharaon Djer de la première dynastie). Les Égyptiens possédaient une grande maîtrise de la taille de pierre, de la faïence, du travail du cloisonné ainsi que de la ciselure. Chaque couleur avait sa signification et son importance.

#### Afrique
En Afrique antique, chez de très nombreux peuples d'Afrique de l'Ouest, la bijouterie est déjà un art.
- La tribu des Peuls (vivant dans le Sud du Mali) exploite de petits gisements d'or depuis les temps les plus reculés. Les femmes les plus aisées portent des boucles d'oreilles d'or torsadé souvent enduit d'une patine. Cette teinture de l'or est une spécificité du peuple Peul: ils trempent les bijoux dans un bain composé de rouille et de végétaux duquel l'or ressort enduit d'une couleur rougeâtre, sans pour autant perdre de son éclat. Les femmes ne pouvant pas se permettre d'acheter des boucles d'oreilles en or leur préfèrent des bijoux en paille imitant leur effet torsadé.
- Le littoral du Ghana était aussi riche en orfèvrerie, l'or y symbolisait la force de vie sacrée ainsi que la divinité créatrice de la Terre. Les bijoux étaient destinés aux chefs des tribus pour symboliser leur rang. Puisqu'ils étaient considérés comme les fils ou l'incarnation de divinités, ils portaient des disques d'or dits "porteurs d'âme" décorés de symboles solaires[14].

### Moyen Âge

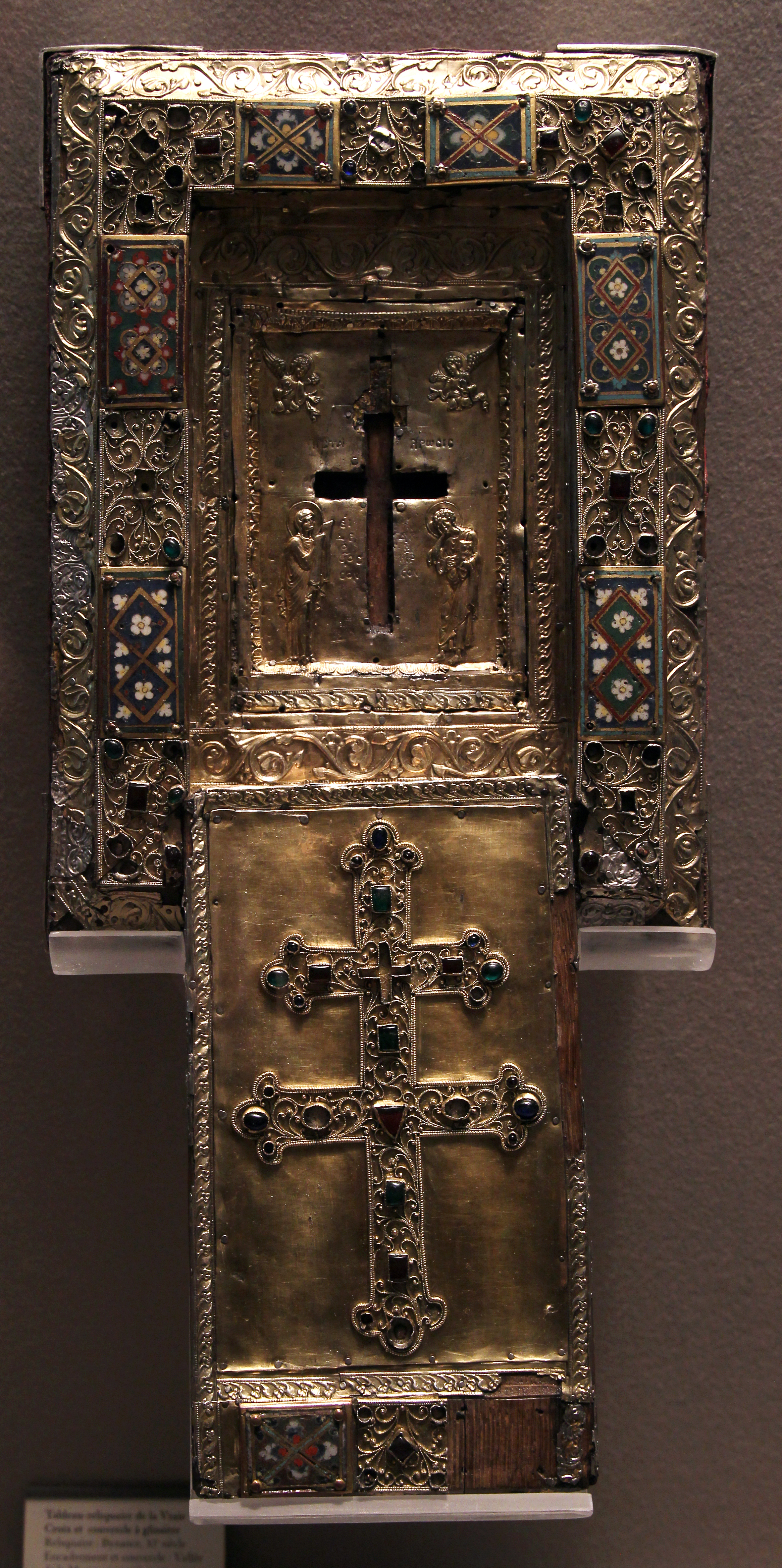
Tableau-reliquaire de la Vraie Croix, Byzance, XIe siècle, argent doré.

Le Moyen Âge connaît une pénurie d'or en Europe, les techniques de dorure se perfectionnent alors. Il n’existe pas de séparation entre les arts majeurs et mineurs, les bijoux et objets d’orfèvrerie sont essentiellement au service de l’Église (Reliquaires, Autel, des images pieuses…). Cette période est particulièrement riche du point de vue du travail de l'or et de l'émail ainsi que le travail de l'enluminure. L'orfèvrerie et les bijoux sont principalement des mises en scène de passages bibliques, de représentation de Saints. Ces objets sont très riches de motifs, de pierres et de perles.

### Renaissance
La renaissance, très fortement influencée par l'art antique grec et romain, entraîne une redécouverte et une prolifération de certaines techniques et bijoux tel que la glyptique et les camées.

### XIXesiècle
La mode des bijoux est restée relativement immuable pendant de nombreux siècles et réservée à certains usages codifiés. Au XIXe siècle, en France, les bijoux et parures étaient ornés de pierres soigneusement choisies en fonction du rang de qui devait les porter. La Révolution industrielle et l'apparition de la production en série ont permis de rendre accessibles des produits autrefois considérés comme luxueux.

### Art nouveau: 1900-1918

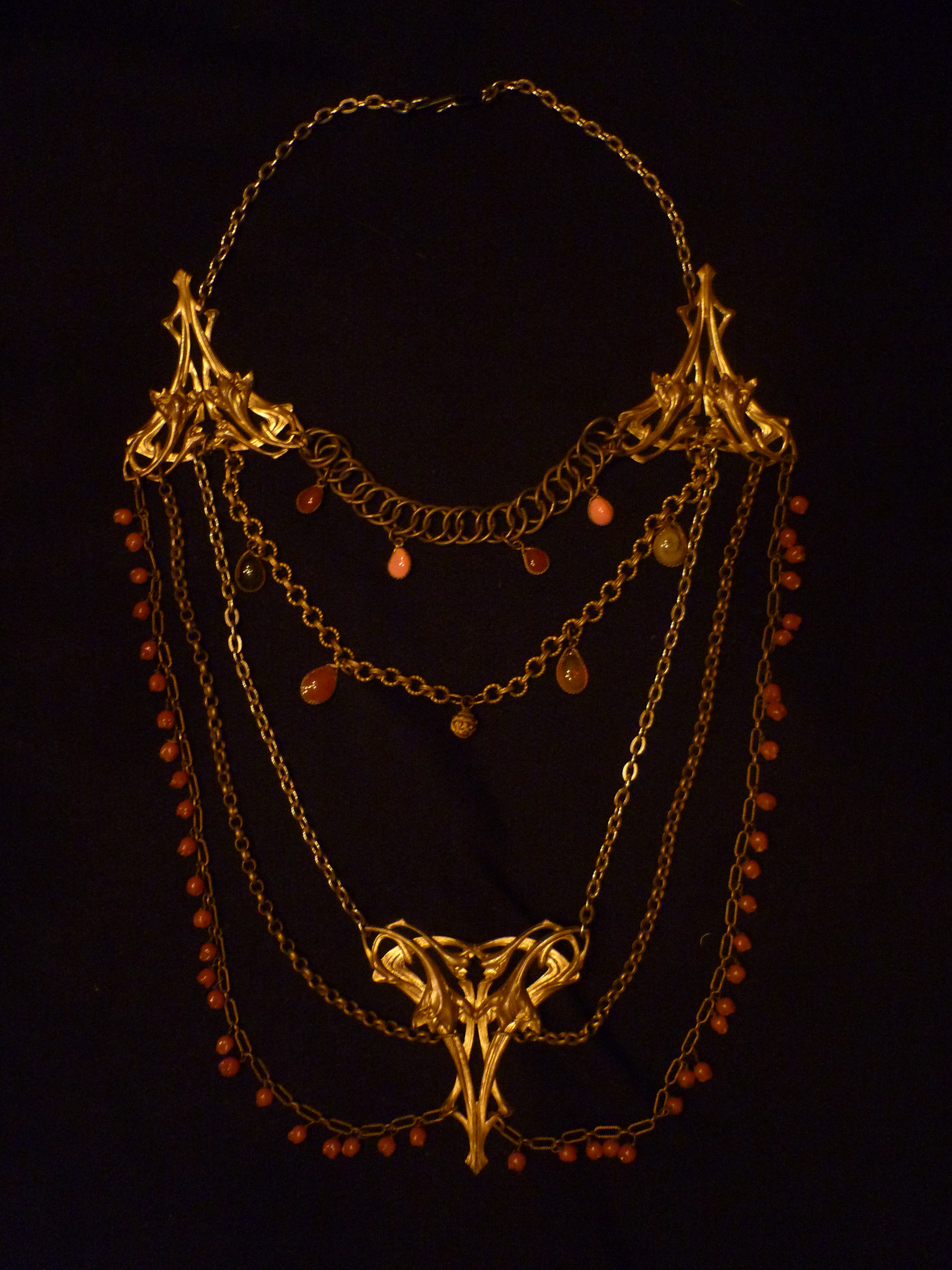
Long collier dit sautoir, Art nouveau, vers 1900, en laiton, verre et corail.

Ce mouvement artistique se développe dans de nombreux pays mais surtout en France et en Belgique. En Allemagne, ce style se nomme "Jugendstil". Il se détourne des canons ancestraux pour mettre à l'honneur le bijou artisanal, dans lequel la création et l'esthétique priment sur la préciosité des matériaux. On retrouve comme principales inspirations pour ce courant : la beauté de la nature, le corps de la femme résultant en des courbes sinueuses en "coup de fouet", caractéristiques de ce mouvement.

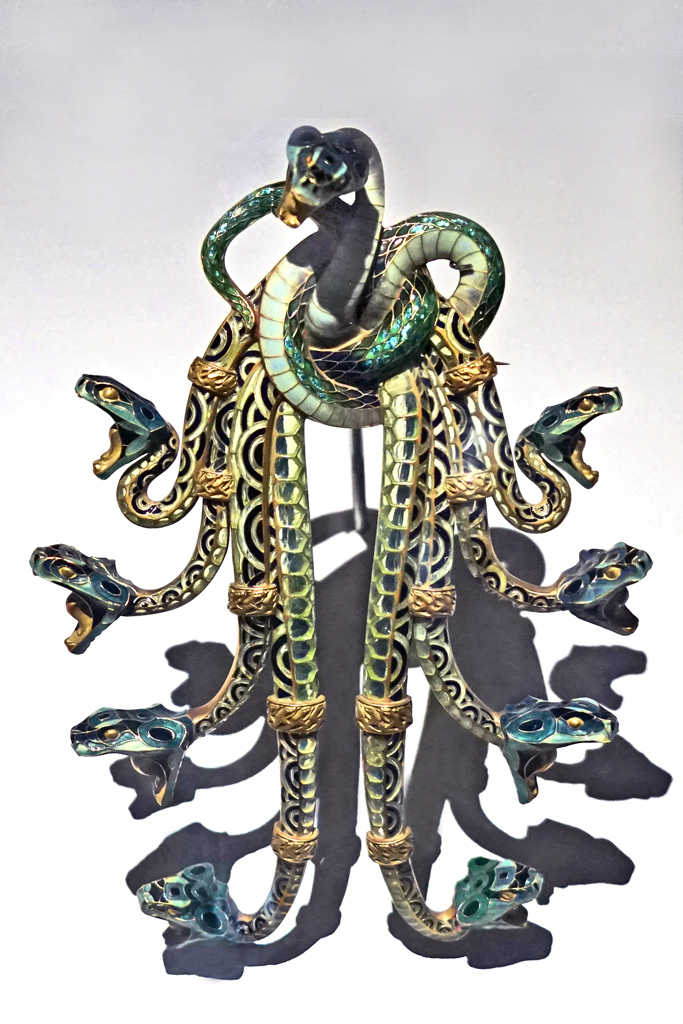
Ornement de corsage, bijou de René Lalique 1898-1899.

L'Art nouveau a permis aux joailliers de se détacher de leurs positions de simples marchands et techniciens pour se sentir davantage des créateurs. Ce qui a eu pour conséquence l'utilisation de nouveaux matériaux et l'introduction de matières non nobles en bijouterie-joaillerie. Ils utilisent alors des matériaux tels que de la corne, ivoire, écaille, pierres semi-précieuses, perles baroques, émaux, etc. Les techniques les plus employées étaient les techniques d'émaillage telles que le champlevé, le cloisonné et le plique à jour. René Lalique sera la figure emblématique du plique à jour.
À cette époque, les bijoux les plus fréquemment réalisés étaient les peignes, broches et pendentifs.
En Europe, la Première Guerre mondiale est un tournant dans l'histoire du bijou car l'or est donné aux gouvernements pour participer à l'effort de guerre et les artisans sont mobilisés ou reconvertis dans l'industrie des armes. Les bijoux d'alors sont dans des métaux simples (fer, cuivre, aluminium) et prennent un signifiant plus grand du fait des séparations définitives ou non dues à l'époque.

### Art déco: 1919-1929
Ce courant artistique est marqué par l'Exposition internationale des Arts décoratifs et industriels modernes datée de 1925 à Paris.
Cette période est marquée par l'après guerre et le changement de la place des femmes dans la société. Ce contexte influence la mode en général et la conception des bijoux, qui deviennent plus stylisés.
Le bijou Art déco devient plus sobre, géométrique avec des couleurs vives qui se détache du bijou Art nouveau.
On retrouve trois tendances de couleurs : la monochromie (blanc), la bichromie (noir et blanc) et la polychromie (mélange de couleurs).
On retrouve également le répertoire animalier mais cette fois plus stylisé qu'à l'Art nouveau, avec des animaux de prédilections tels que les oiseaux, la panthère (Cartier), les chiens, lapins, poissons, reptiles (Boucheron), les créatures mythologiques comme la Chimère par exemple.

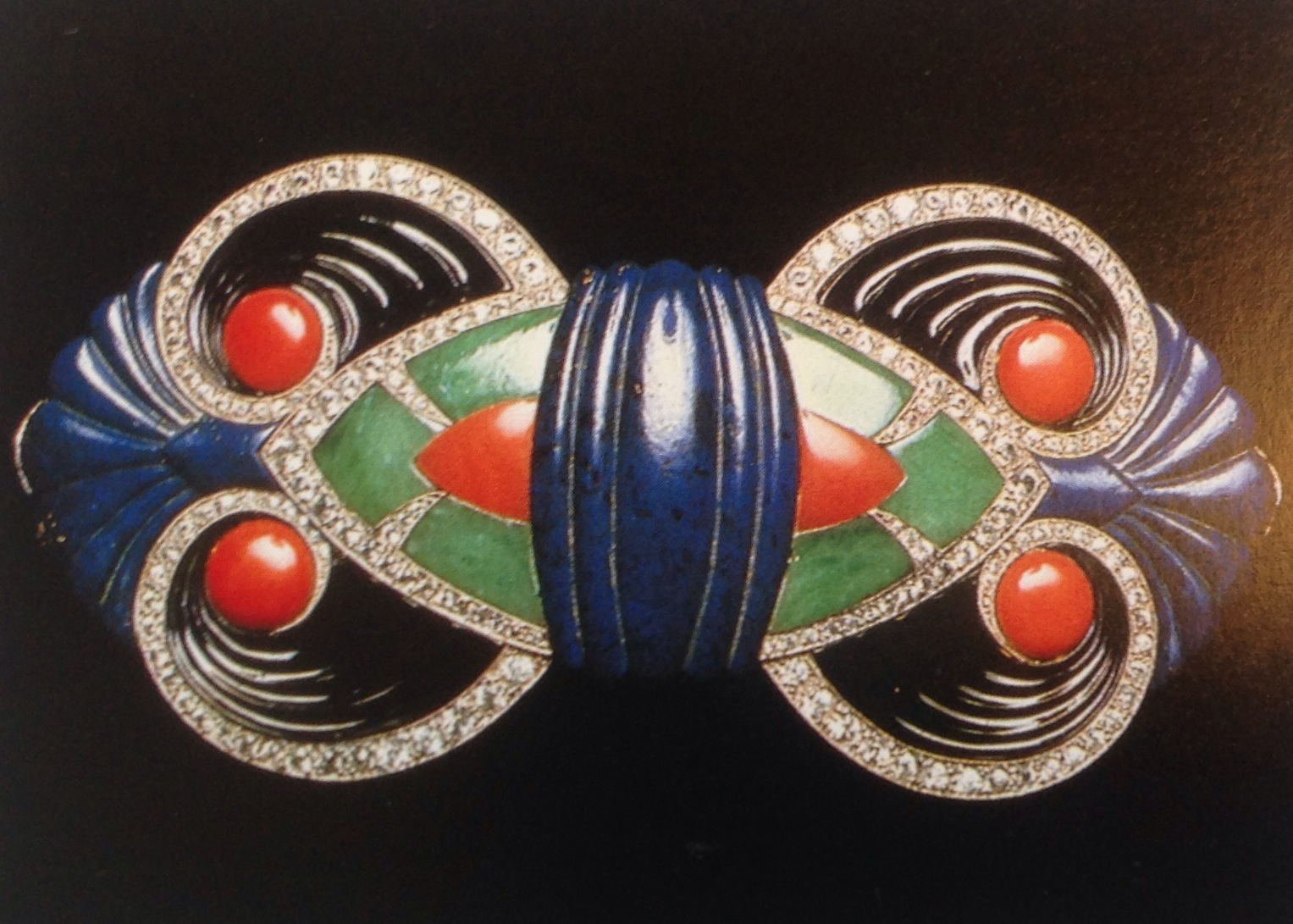
Broche Art Déco 1925 Boucheron.

La découverte du tombeau de Toutankhamon par Carter et Carnarvon en 1922 a entraîné un engouement important pour le style égyptien, notamment avec la collection de bijoux réalisée par Cartier, aux motifs de scarabée.
Dans le bijou Art déco, on retrouvait un éventail de couleurs donné par des gemmes de couleurs nettes et uniformes, combinées pour créer du contrastes. Les pierres utilisées étaient des turquoises, du lapis-lazuli, de la malachite, de l'aigue-marine, pierre de lune, émeraude et diamant. Également des variétés plus exotiques, comme du quartz, de la topaze, de la tourmaline du jade et des coraux.
Cette période est aussi marquée par l'arrivée de matériaux alternatifs tels que la laque, le bois marqueté, le galuchat ou la peau de zèbre, et par l'utilisation de métaux innovateurs tels que l'aluminium, l'acier inoxydable et la découverte du platine. Cette dernière a permis l'invention de nouvelles tailles, tels que la taille baguette. Des matières synthétiques comme la balékite et la galatithe font également leur apparition.
On distingue plusieurs types de bijoux emblématiques de l'Art déco : sautoir, bracelet semi-rigide en ruban, bracelet lanière, le port-cigarette, broche plus petite, boucles d'oreilles...
Cartier, Dunand, Boucheron, Tiffany, Sandoz, Fouquet, Templier étaient les principaux créateurs de ce mouvement.

### De 1930 à aujourd'hui
La Seconde Guerre mondiale paralyse de nouveau l'industrie du bijou. Les bijoux simples réapparaissent ; des bijoux patriotiques, aux emblèmes des régiments ou des unités des soldats, sont même fabriqués.

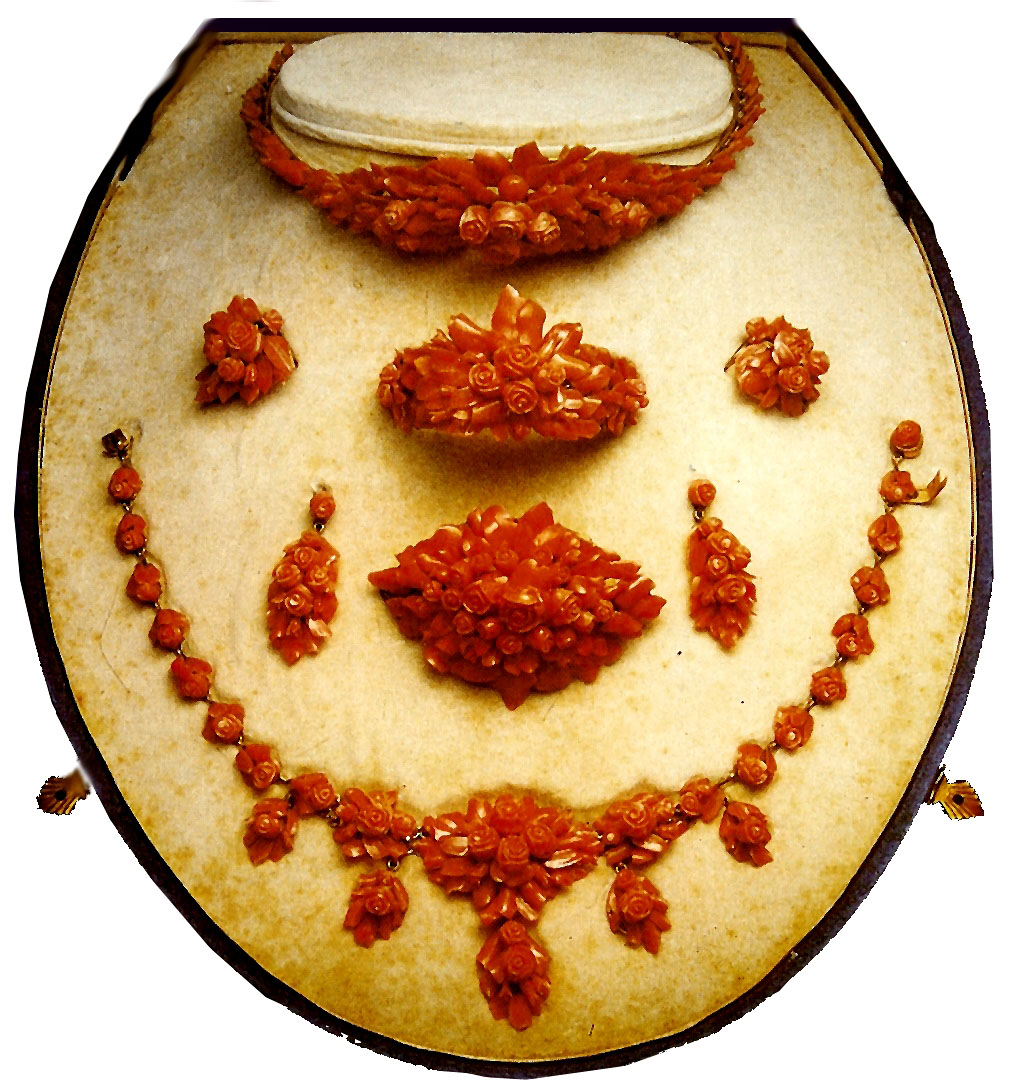
Parure en corail réalisée pour la Reine Farida d'Égypte des ateliers Ascione, 1938, Naples, Musée du corail Ascione.

Après la guerre, le niveau de vie s'améliore doucement avec le plein emploi et l'augmentation des salaires ; les bijoux reprennent leur place dans la vie quotidienne.
Depuis les années 1950, on peut distinguer clairement trois grands secteurs :
- la joaillerie, qui fabrique des pièces uniques ou en série limitée dans des matériaux prestigieux ;
- la bijouterie fantaisie, qui produit des pièces en série ou en série limitée dans des métaux non nobles et/ou avec des matériaux innovants tel que le plastique... ;
- la bijouterie artisanale, qui fabrique des pièces uniques ou en série limitée.

Cette forme d'expression artistique apparue autour des années 1950 sort du cadre traditionnel de la bijouterie en laissant place à de nouveaux codes de création, de nouveaux matériaux et étant accessible à de nouveaux corps de métiers artistiques, tels que peintre, sculpteur, écrivain.
Ce mouvement a permis de donner une dimension culturelle au bijou dans le but d'exprimer l'imaginaire des artistes et créateurs. Cette liberté créatrice a amené les artistes a intégrer des matériaux tels que du bois, du papier, du plastique ou encore des objets de récupérations dans leurs bijoux.
Les dernières décennies ont vu apparaître de nouveaux secteurs tels que :
- les bijoux d'artistes[20] (peintre, sculpteur, plasticien…) sont des œuvres conçues et/ou réalisées par les artistes en parallèle de leur forme d'art de prédilection. Quelques exemples notables : Georges Braque, Alexander Calder, Salvador Dalí, Jean-Pierre Raynaud, Jeff Koons…

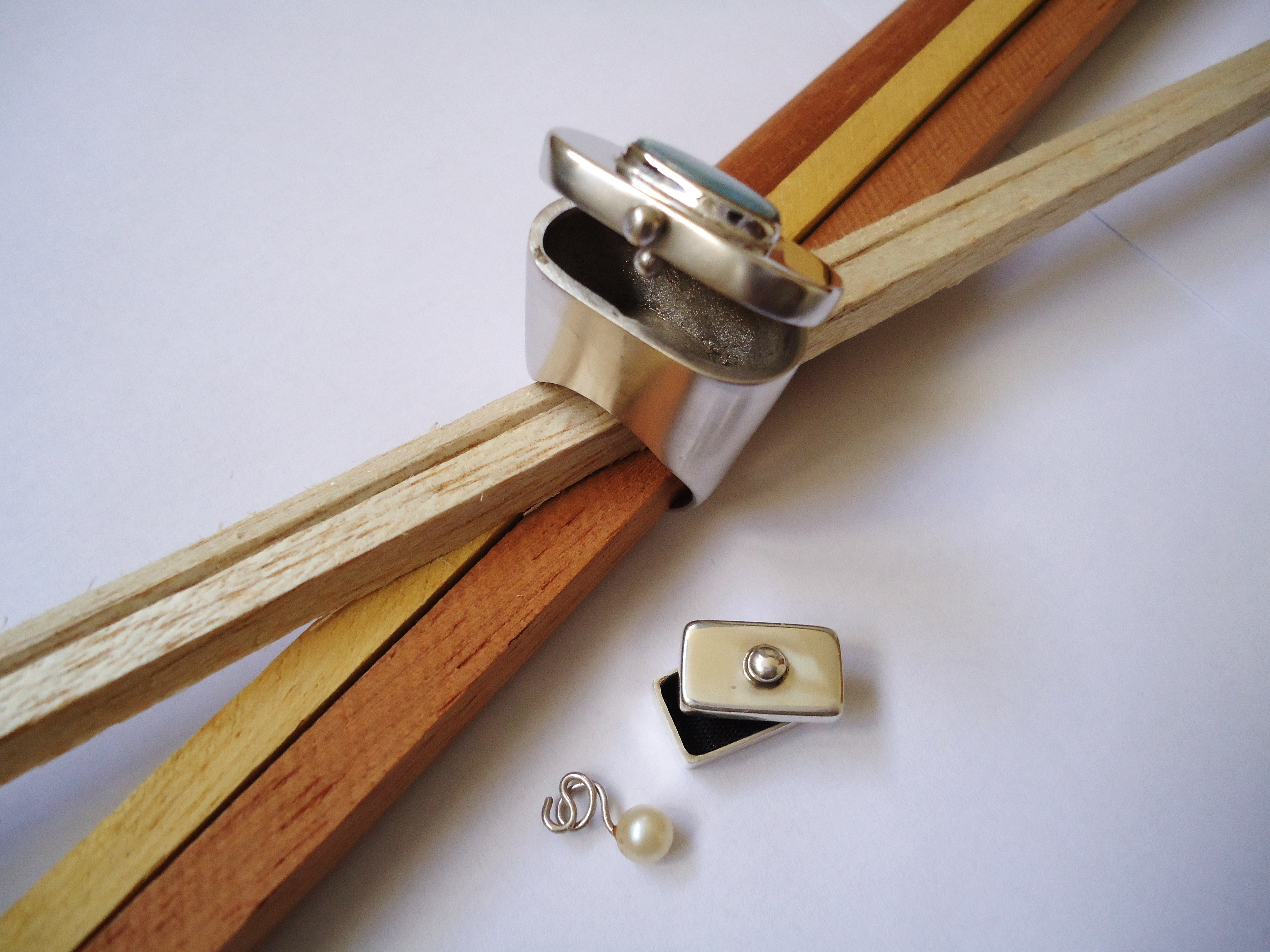
Bague en argent système boîte avec petite boîte à l'intérieur et opale. Fabriquée par Mauro Cateb.

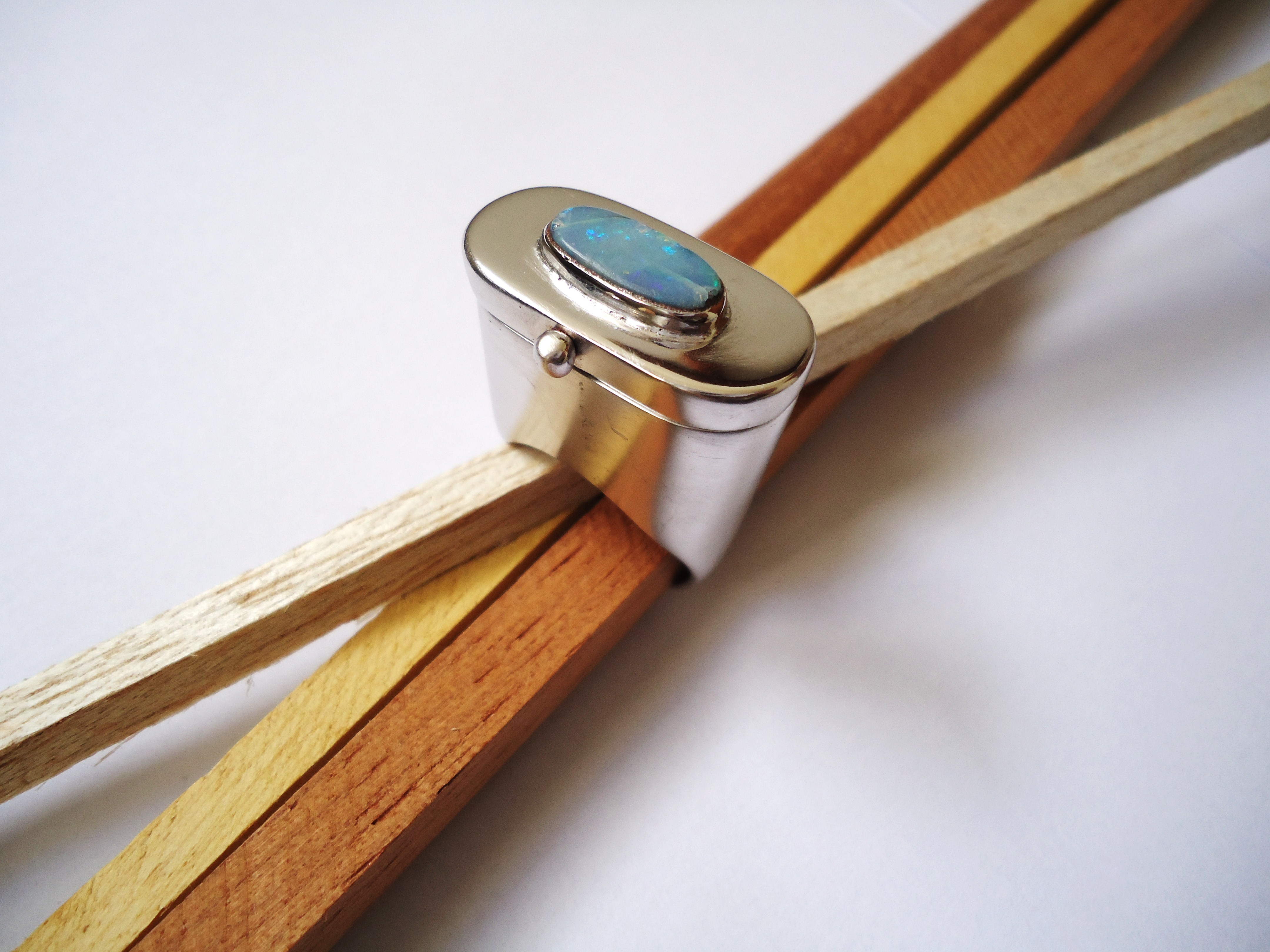
Bague en argent système boîte et opale. Fabriquée par Mauro Cateb.

- le bijou contemporain[21], qui s'appuie sur de nouveaux codes, créant ainsi une rupture avec la tradition du bijou de luxe. L’esthétique s'efface au profit du sens et du concept. Les bijoux souvent engagés et nous questionnent sur notre rapport au corps, à la politique, à l'écologie, au luxe, etc. De même le bijou contemporain ne s'interdit aucun médium, il peut utiliser des matériaux traditionnels (or, argent, diamants…) tout comme des matériaux innovant (bois, papier, matière organique, objet de récupération, verre, acier, plastique…) ;
- le bijou fantaisie, un ornement qui suit la tendance et est fabriqué industriellement dans le but d'en produire en grand nombre, avec des matériaux non précieux afin de toucher un large panel de personnes ;
- le bijou de couture, un accessoire pour vêtement de haute couture. Il se distingue par son style, sa forme et ses matériaux originaux. Il est souvent de taille imposante aux combinaisons chromatiques atypiques. Ces bijoux peuvent être présentés lors de défilés par des stylistes ou couturiers. Ils sont souvent réalisés par des artisans dont le nom reste anonyme.

## Sortes de bijoux

### Bijoux de tête et chevelure
L'emplacement du bijou est porteur de sens, cette catégorie de bijou est à l'origine utilisée pour évaluer l'autorité, la vertu, le caractère divin, la beauté.
- Coiffe de Cygne
- Coiffe amérindienne
- Couronne
- Diadème
- Épingle à chapeau
- Épingle à cheveux
- Ferronnière
- Implant cornéen[22]
- Khit er rouh
- Tiare

### Bijoux de bras et mains
La plupart des formes de bijoux sont faites pour être vues par l'observateur, alors qu'ici cette catégorie offre la possibilité au porteur d'avoir de la visibilité. Ces bijoux peuvent prendre une dimension plus personnelle par sa signification, et peuvent être associés à l'identité.
- Anneau
- Bague
  - Alliance
  - Chevalière
  - Marquise
  - Solitaire
- Bouton de manchette
- Bracelet
  - Gourmette ou bracelet identité
- Jonc
- Montre-bracelet

### Bijoux de cou et buste
Cette catégorie est la plus ancienne que nous connaissons par nos découvertes sur des sites néandertaliens datant de cent trente mille ans. Selon certaines cultures le cou est une zone neutre entre la tête qui représente l'intellect et le cœur associé aux émotions, et il pouvait autrefois être mis à l'honneur lorsqu'avoir un long cou était un critère esthétique. Le buste lui est une partie propice pour le bijou grâce à sa grande surface.
- Collier
  - Je-ne-baise-plus
  - Sautoir
  - Torque
  - Collier ras du cou
- Pendentif
  - Nœud d'amour Algérien
  - Pent-a-col
  - Médaille
  - Solitaire
- Agrafe
- Badge
- Broche
- Épingle à cravate
- Ferret
- Fibule
- Pectoral
- Pin's

### Bijoux de taille et pieds
Les jambes et les pieds étant le moyen de déplacement principal de l'humain, à leurs créations ces bijoux avaient une fonction protectrice au sens physique et talismanique.
- Bracelet de cheville
- Boucle de ceinture
- Boucles de chaussures

### Bijoux oreilles, nez, bouche
L'ornementation des oreilles offrait un système d'accrochage relativement simple, ce sont donc des bijoux très populaires.
- Grillz (bijou dentaire)
- Boucle d'oreille ou pendant d'oreille
  - Créoles
  - Dormeuses
  - Poissardes
  - Puces d'oreille

### Divers
- Amulette
- Arbre de vie[27],[28].
- Attrape-rêves
- Appareil dentaire
- Bijou de fantaisie
- Bijou de peau
- Bijou d'insectes vivants
- Boîte à bijoux
- Breloque
- Camée
- Cassolette
- Chaîne
  - Charivari
  - Châtelaine[29]
- Chapelet
- Médaille
- Médaillon
  - Montre-gousset
- Piercing
- Pomander
- Solitaire

Une parure : Le mot parure signifie "l'art de se parer". Elle désigne aux XVIIIe et XIXe siècles un ensemble de bijoux assortis, fait pour être portés en même temps.
- petite parure : collier, boucles d’oreilles, broche ;
- grande parure : collier, boucles d’oreilles, broche, diadème et deux bracelets.

## Techniques de Bijouterie
- Martelage
- Filigrane
- Granulation
- Emboutissage
- Damasquinage
- Ciselure
- Estampage
- Fonte à cire perdue

## Entretien des bijoux
Plusieurs facteurs peuvent abîmer et ternir les bijoux : la pollution, les produits abrasifs, les chocs…
Chaque type de matériau s'entretient différemment :
- l'or : pour faire briller l'or, il faut le nettoyer avec une brosse à dents souple et un produit savonneux pour le dégraisser. Par la suite, il doit être rincé et séché doucement avec une peau de chamois ou un chiffon propre. Il est recommandé d'éviter tout produit chimique ;
- l'argent : même technique que l'or, mais la peau de chamois n'est pas indispensable, un chiffon propre peut suffire ; il est aussi possible de brosser le bijou avec une brosse à dents et du dentifrice[30]
- le diamant : le diamant supporte une température élevée. Il est donc possible de le faire bouillir dans une eau savonneuse. Pour accroître la brillance, le bijou peut reposer deux ou trois minutes dans l'alcool à 90°.
- Les pierres naturelles : un simple chiffon pour les dépoussiérer et enlever les traces. Si elles sont très sales, passer les pierres sous l'eau légèrement savonneuse puis rincer et sécher rapidement. Attention de ne pas les exposer trop longtemps au soleil : certaines pierres comme l’améthyste peuvent se décolorer[31].